# Vostok (jezero)
Vostok (rusko Восток, dobesedno »Vzhod«) je največje od skoraj 400 znanih sladkovodnih jezer, ki ležijo globoko pod pokrovom večnega ledu na Antarktiki. Leži pod površino vzhodnoantarktične ledene plošče, okrog 1250 km od južnega tečaja in blizu južnega magnetnega tečaja. Površina na tem mestu ima 3.488 m metrov nadmorske višine, gladina jezera pa je 4 kilometre nižje, kar pomeni, da se jezero nahaja 500 m pod nivojem morske gladine. Je podolgovate oblike s skoraj 250 km v dolžino in 50 km v širino, kar znese 15.690 km² površine. Dno je neravno, na najgloblji točki je 900 m pod gladino, skupna prostornina pa je okrog 5400 km³.
O hidroloških značilnostih jezera lahko zaenkrat sklepamo samo na podlagi posrednih metod in modelov. Na površini je razlika med najsevernejšo in najjužnejšo točko nad jezerom 50 m, kar zaradi razlik v gostoti pomeni, da znaša višinska razlika med skrajnima točkama na gladini 500 m. Šibak dotok geotermalne energije prispeva k počasnemu kroženju vode, s hitrostjo okrog 1 mm/s. Na površini to povzroča taljenje ledenega pokrova, ki znova zmrzuje in na nekaterih mestih je nad gladino več 100 m debela plast ponovno zmrznjenega ledu, ki se po značilnostih razlikuje od preostanka ledenega pokrova. Voda ima −3 °C kolikor znaša temperatura ledišča pri 345 barih pritiska v njem. Domnevajo, da je gladina izolirana od zunanjega sveta že več deset milijonov let odkar je nastal antarktični ledeni pokrov.
Največ pozornosti znanstvene skupnosti vzbuja zaradi možnosti, da je v tem izoliranem okolju prisotno življenje v obliki mikroorganizmov, ki se prehranjujejo z minerali iz jezerskih sedimentov. Organizmi, ki bi se potemtakem razvijali ločeno od ostalih na Zemlji skozi geološka obdobja, bi bili zanimivi s številnih vidikov, nenazadnje zaradi možnosti obstoja zunajzemeljskega življenja na nebesnih telesih z domnevno podobnimi značilnostmi, kot je Jupitrova luna Evropa.

## Raziskave
Jezero je dobilo ime po ruski stalni raziskovalni postaji Vostok na tem mestu, ta pa po korveti Vostok ruske raziskovalne odprave v začetku 19. stoletja in ene prvih, ki je dosegla Antarktiko. Postaja, kjer je bila izmerjena najnižja temperatura na Zemlji - −89,2 °C, je bila postavljena leta 1957 v sklopu projekta Mednarodno geofizikalno leto na priročni ravnici, še preden se je izkazalo, da je pod njo veliko jezero.
Seizmična sondiranja so v 1960. letih nakazala na možnost obstoja tekoče vode pod ledom, kar so tekom naslednjega desetletja dokazali z odboji radijskih valov, satelitskimi slikami in drugimi metodami. Ruski raziskovalci so že v 1970. letih pričeli z vrtanjem v globino ledu da bi dobili vzorce za klimatološke raziskave. V 1990. letih so že presegli globino 3,5 km in dosegli plast ponovno zamrznjene jezerske vode, nato pa so ustavili vrtanje zaradi skrbi mednarodne strokovne in širše javnosti da bodo onesnažili to unikatno okolje s kerozinom, freoni in drugimi kemikalijami, ki preprečujejo zamrzovanje ter sesedanje vrtine.
Znova so z vrtanjem pričeli v sezoni 2005/2006, med drugim zato, da jih s prelomnimi odkritji ne bi prehiteli Britanci, ki so pričeli z vrtanjem proti manjšemu, a mnogo lažje dostopnemu jezeru Ellsworth. Različne tehnične, pravne in strokovne prepreke so nato ustavile napredek na točki nekaj deset metrov do gladine. 2. februarja 2012 so raziskovalci sporočili, da so prodrli do površine jezera 3766 m globoko; po načrtu naj bi preprečili kontaminacijo tako, da bi ustvarili samo špranjo, jezerska voda pa naj bi zaradi visokega pritiska prodrla navzgor v vrtino in tam zmrznila. Sodeč po meritvah se je to tudi zgodilo, vendar vzorca niso mogli pridobiti, saj jih je prehitela antarktična zima. V vzorcih, odvzetih tik pred tem, niso odkrili znakov življenja, le opilke vrtalne glave in maziva. Šele med naslednjo sezono, v začetku leta 2013, so pridobili vzorec čistega ledu iz vode, ki je prodrla navzgor ob prebitju meje, vendar je bil tudi ta kontaminiran z mazivi, kar je onemogočilo natančno kemično in biološko analizo vode.